# Ołobok (Baja Silesia)
Ołobok (alemán: Mühlbock) es una localidad del distrito de Bolesławiec, en el voivodato de Baja Silesia (Polonia). Se encuentra en el suroeste del país, dentro del término municipal de Osiecznica, a unos 16 km al noroeste de la localidad homónima y sede del gobierno municipal, a unos 28 al noroeste de Bolesławiec, la capital del distrito, y a unos 127 al oeste de Breslavia, la capital del voivodato. En 2011, según el censo realizado por la Oficina Central de Estadística polaca, su población era de 478 habitantes. Ołobok perteneció a Alemania hasta 1945.